# Braziliaanse terriër
De Braziliaanse terriër is een hondenras.

## Geschiedenis
De Braziliaanse terriër ontstond waarschijnlijk door kruising tussen de jackrussellterriër, chihuahuas en Duitse pinscher. Hij werd door het FCI in 1995 voorlopig als ras erkend. Sinds 2007 is het ras officieel erkend door de FCI.

## Uiterlijk
De Braziliaanse terriër heeft de voor terriërs specifieke knikoren. Zijn vacht is kort en glad aanliggend. De kleur van de vacht is wit met zwarte, roodbruine of blauwe aftekeningen. Hij bereikt een schofthoogte van 32 tot 40 centimeter en een gewicht van ongeveer 10 kilogram.
Airedaleterriër ·
Amerikaanse staffordshireterriër ·
Australische silkyterriër ·
Australische terriër ·
Bedlingtonterriër ·
Borderterriër ·
Braziliaanse terriër ·
Bulterriër ·
Cairnterriër ·
Ceskyterriër ·
Dandie Dinmont-terriër ·
Duitse jachtterriër ·
Engelse toyterriër ·
Foxterriër ·
Glen of Imaalterriër ·
Ierse terriër ·
Irish soft-coated wheaten terrier ·
Jackrussellterriër ·
Japanse terriër ·
Kerry blue-terriër ·
Lakelandterriër ·
Manchesterterriër ·
Miniatuur Bulterriër ·
Norfolkterriër ·
Norwichterriër ·
Parson Russell-terriër ·
Schotse terriër ·
Sealyhamterriër ·
Skyeterriër ·
Staffordshire-bulterriër ·
Welsh terriër ·
West Highland white terrier ·
Yorkshireterriër